# NGC 5490C
NGC 5490C је спирална галаксија у сазвежђу Волар која се налази на NGC листи објеката дубоког неба.
Деклинација објекта је + 17° 36' 56" а ректасцензија 14h 10m 6,9s. Привидна величина (магнитуда) објекта NGC 5490 износи 14,2 а фотографска магнитуда 15,0. NGC 5490C је још познат и под ознакама MCG 3-36-69, CGCG 103-100, ARP 79, KUG 1407+178, PGC 50584.